# Campeonato Mundial de Tiro de 1901
El V Campeonato Mundial de Tiro se celebró en Lucerna (Suiza) en el año 1901 bajo la organización de la Federación Internacional de Tiro Deportivo (ISSF) y la Federación Suiza de Tiro Deportivo.

## Resultados

### Masculino
| Evento                             | Oro                                  | Plata                             | Bronce                                  |
| ---------------------------------- | ------------------------------------ | --------------------------------- | --------------------------------------- |
| Rifle 3 posiciones 300 m           | Emil Kellenberger · Suiza · 948 pts. | Konrad Stäheli · Suiza · 931 pts. | Henrik Sillem · Países Bajos · 917 pts. |
| Rifle 3 posiciones 300 m (equipos) | Suiza · 4567                         | Países Bajos · 4398               | Francia 4386                            |
| Rifle en pos. tendida 300 m        | Emil Kellenberger · Suiza · 341      | Maurice Lecoq Francia 338         | Achille Paroche Francia 337             |
| Rifle en pos. de rodillas 300 m    | Konrad Stäheli · Suiza · 339         | Emil Kellenberger · Suiza · 334   | Alfred Grüter · Suiza · 318             |
| Rifle en pos. de pie 300 m         | Cesare Valerio Italia 305            | Jean Prem Austria 304             | Maxime Lardin Francia 300               |
| Pistola 50 m                       | Karl Hess · Suiza · 443              | Louis Richardet · Suiza · 439     | Raphaël Py Francia 432                  |
| Pistola 50 m (equipos)             | Suiza · 2159                         | Francia 2082                      | Italia 1901                             |

## Medallero
| Núm. | País         | Oro | Plata | Bronce | Total |
| ---- | ------------ | --- | ----- | ------ | ----- |
| 1    | Suiza        | 6   | 3     | 1      | 10    |
| 2    | Italia       | 1   | 0     | 1      | 2     |
| 3    | Francia      | 0   | 2     | 4      | 6     |
| 4    | Países Bajos | 0   | 1     | 1      | 2     |
| 5    | Austria      | 0   | 1     | 0      | 1     |
|      | TOTAL        | 7   | 7     | 7      | 21    |